# Géologie des îles Kerguelen
Les îles Kerguelen, archipel volcanique de l'océan Indien, sont situées sur la plaque antarctique. Ces îles sont la partie émergée du  vaste plateau sous-marin de Kerguelen. Ce plateau est le fruit d'une histoire complexe débutée vers 130 Ma avec les premières manifestations d'un point chaud.
Toutefois ce n'est qu'entre 40 et 25 Ma que ce point chaud associé à la dorsale est-indienne édifie les basaltes en plateau qui forment 80 % de la superficie de l'archipel. La dorsale se développe ensuite au nord du plateau de Kerguelen qui se retrouve progressivement en domaine intraplaque. Le point chaud, toujours actif sous l'archipel, donne alors une production magmatique moins abondante, plus visqueuse et très diversifiée, à l'origine du stratovolcan du mont Ross et de plusieurs formations volcano-plutoniques . Enfin, au Quaternaire, les glaciations abrasent les reliefs et accumulent de vastes dépôts dans les piémonts de la péninsule Courbet. Dans ce contexte, le volcanisme, souvent sous-glaciaire, se poursuit jusqu'à la période historique donnant des cônes stromboliens.

## Historique des études géologiques
Les premières observations de la géologie des îles Kerguelen, très parcellaires, sont liées aux diverses expéditions qui abordèrent l'archipel. 
La première étude d'ensemble est due à Edgar Aubert de la Rüe (1929, puis 1950). Elle est complétée par les travaux de Jacques Nougier (1962 et campagnes d'été) qui réalise la première carte géologique de reconnaissance. 
Jean Lameyre, puis André Giret et leurs élèves (Université Jean-Monnet de Saint-Étienne) entreprirent à partir des années 1970 et 1980 des études détaillées sur les complexes volcano-plutoniques de la péninsule Rallier du Baty et les plutons satellites, ils effectuent enfin les levers détaillés de l'ensemble de l'archipel.

## Volcanologie

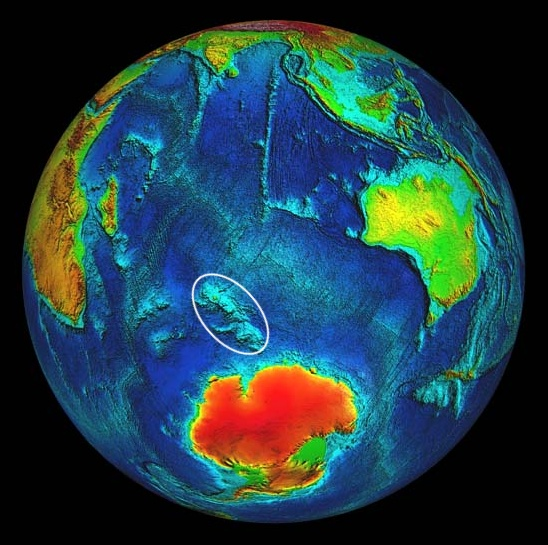
Situation du plateau des Kerguelen sur une carte topographique du globe terrestre.

La position structurale la plus communément acceptée du plateau aséismique sous-marin de Kerguelen-Heard, qui se prolonge dans le sud-est jusqu'au continent Antarctique près du littoral du Gaussberg, est de l'associer au plateau de Broken Ridge au nord-est. En effet, ils sont tous deux symétriques de la dorsale active est-indienne. L'expansion de la dorsale, montrée par la symétrie des anomalies magnétiques (no 17, 13 et 11 au nord-est du plateau des Kerguelen) expliquerait l'éloignement de ces deux plateaux.
Le plateau de Kerguelen-Heard représente la partie la plus septentrionale du plateau Kerguelen-Gaussberg, soit environ 30 % de celui-ci qui repose sur un plancher océanique profond de 3 000 à 3 500 mètres. Cette entité sous-marine, visualisée par l'isobathe -200 mètres, a une superficie d'environ 50 000 km2 dont 13 % seulement est émergée et constitue les îles proprement dites (7 200 km2 soit environ 3 300 km3 de laves), c’est-à-dire un volume infime du plateau pris dans sa totalité.
L'archipel proprement dit s'est édifié probablement depuis le Crétacé, à partir de fractures NW-SE du plateau sous-marin. Ce n'est qu'à l'Éocène terminal (vers 35 Ma) que l'activité est devenue aérienne. Il s'agit d'un volcanisme fissural qui a émis des laves très fluides à partir de multiples filons et dykes nourriciers. Il n'y a donc pas de centre éruptif identifié, ni même de morphologie de type strato-volcan avec pentes d'écoulement gravitaires. Une autre caractéristique de ce volcanisme dit trappéen de longue durée est l'accumulation considérable (plus de 1 200 mètres d'épaisseur) de coulées épaisses de 3 à 10 mètres entrecoupées de phases de rémission longues (1000 ans en moyenne) et d'épisodes à pyroclastites et cendres (niveaux rouges).
Globalement, ces immenses épanchements laviques sub-horizontaux, sont accidentés par :
- au sud-ouest (péninsule Rallier-du Baty), la mise en place d'un important complexe volcano-plutonique, (voir paragraphe b ci-dessous) ;
- au nord-est (péninsule Courbet), un stratovolcan relativement bien individualisé,
- au centre-sud (péninsule Gallieni), un volcan strombolien, le mont Ross, (voir e)
- sur l'ensemble du pays, des injections et extrusions de laves différenciées (trachytes, trachy-phonolites, phonolites), (voir d).
- une tectonique complexe d'effondrement, de gauchissement du socle avec affaissement de grands secteurs, ainsi qu'une intense fracturation qui ont été mis à profit par l'érosion glaciaire qui a entièrement modelé les reliefs.

Carte géologique simplifiée des Kerguelen.

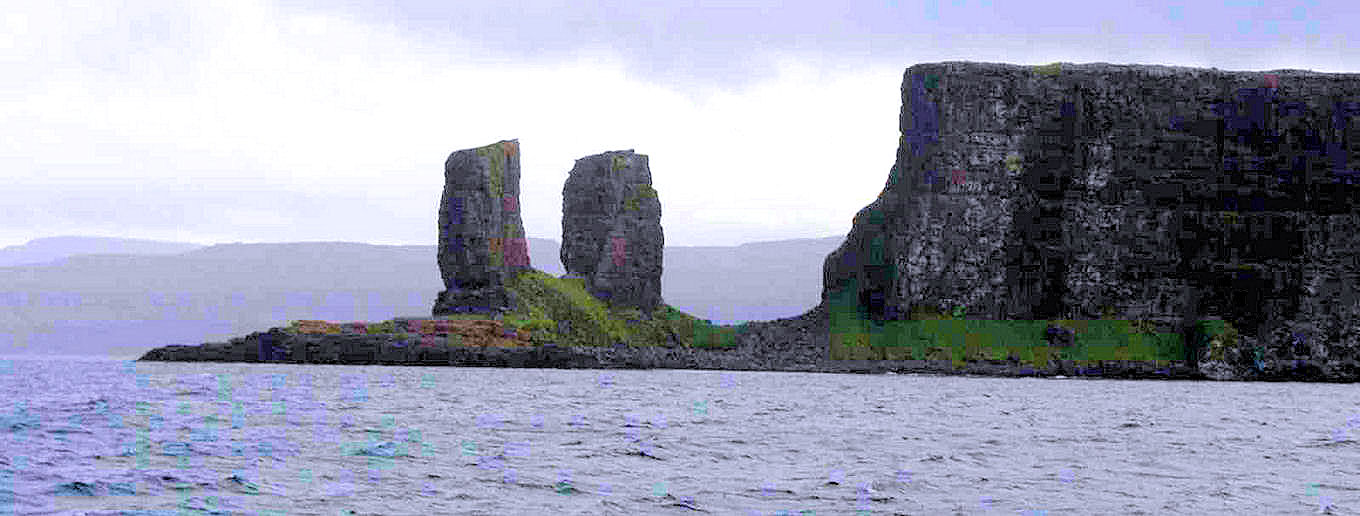
Basaltes en plateau à la pointe de l'arche des Kerguelen.

a) Les basaltes des plateaux se présentent en coulées massives, aphyriques ou à phénocristaux (porphyrique, doléritique), vésiculaire avec remplissage de zéolites et scoriacés. Leur mise en place s'est effectuée entre 40 et 25 Ma pour les coulées inférieures qui sont des basaltes tholéiitiques transitionnels souvent zéolitisés et des intrusions plutoniques de même composition. Ils sont présents dans la moitié septentrionale de l'archipel. Des formations plus récentes, forment les reliefs de la moitié sud et se sont épanchées entre 23 et 27 Ma. Il s'agit de basaltes alcalins et, de façon très subordonnée, d'hawaiites, mugearites et basanites. D'autres épanchements se sont produits localement entre 6 et 2 Ma, date de la mise en place du volcan strombolien du Mont Ross (voir e). Désormais, le volcanisme basaltique sera récurrent avec des cônes adventifs scoriacés datés d'un million d'années.
b) Le complexe volcano-plutonique de Rallier-du-Baty a été suspecté par des galets de roches grenues récoltés sur les plages, ce qui pose l'hypothèse que l'archipel des Kerguelen pouvait être le vestige d'un microcontinent. C'est en 1961 seulement, que le massif put être observé in situ, sa cartographie ébauchée (par Jacques Nougier) puis précisée (Jean Lameyre et ses élèves). Le complexe volcano-plutonique, d'environ 250 km2 (soit le 1/20e de la superficie totale de l'archipel) s'est mis en place entre 9 et 5 Ma sous une faible couverture de basaltes qu'il a soulevés et métamorphisés (métabasaltes) à son contact. L'érosion a plus ou moins mis à nu ces plutons coalescents, positionnés à des niveaux variables. Les roches plutoniques qui ont cristallisé selon une disposition concentrique caractéristique, sont des syénites alcalines riches en quartz et, en quantité plus subordonnée, des granites alcalins et hyperalcalins recoupés par des filons de monzonites. On y a découvert des traces de molybdénite.
c) Les plutons annexes sont de taille beaucoup plus réduite et sont plus au moins dégagés par l'érosion. Ils ont été étudiés (André Giret) aux Montagnes Vertes (péninsule Courbet), aux monts Ballons (centre nord), au pic Philippe d'Orléans (île de l'Ouest), à l'île de Croÿ (îles Nuageuses), au mont Richards (presqu'île de la Société de géographie), etc. Il s'agit de syénites à néphéline, essexites, monzonites et gabbros similaires aux roches du complexe de Rallier-du-Baty.

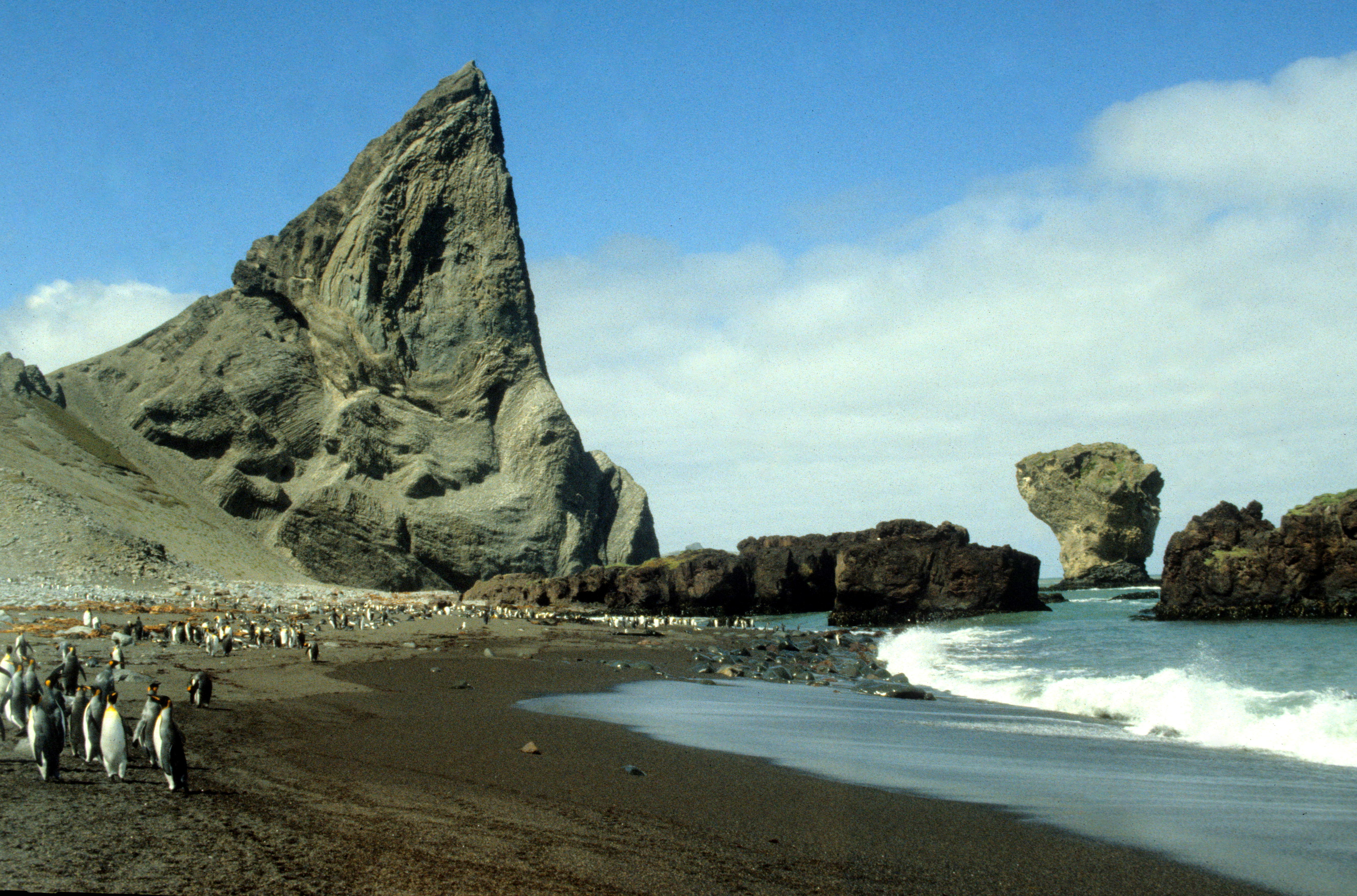
Culot de trachyte du Doigt de Sainte-Anne dans la baie Larose.

d) Des injections et extrusions de laves différenciées sont facilement identifiables par leur forme et leur couleur parmi les basaltes de plateaux qu'elles traversent.
- des filons et injections de rhyolites et trachytes quartzifères s'observent dans la province septentrionale des basaltes tholéiitiques transitionnels. Ils se sont mis en place à diverses périodes : à l'Oligocène (26 Ma) pour les rhyolites de Loranchet, au Miocène moyen (16 Ma) pour les trachytes du centre.
- des extrusions trachy-phonolitiques (sills, ring-dykes, dykes, coupoles, aiguilles etc.) s'observent dans la province méridionale des basaltes alcalins, principalement sur la péninsule Jeanne-d'Arc et la presqu'île Ronarc'h. Leur composition est celles de laves sous-satuées en silice. Elles se sont mises en place au Miocène supérieur (10 à 6 Ma) tandis que celles liées au massif du Ross seraient synchrones de celui-ci (2 Ma).

Les études isotopiques du strontium et du niobium effectuées sur l'ensemble des roches décrites a), b), c) et d) montrent qu'elles proviennent d'une source mantellique commune enrichie, située au-dessus d'un panache (plume) hétérogène, avec mélange de celui-ci avec le manteau supérieur. Dans tous les cas, l'origine microcontinentale (voir b) n'est pas retenue.

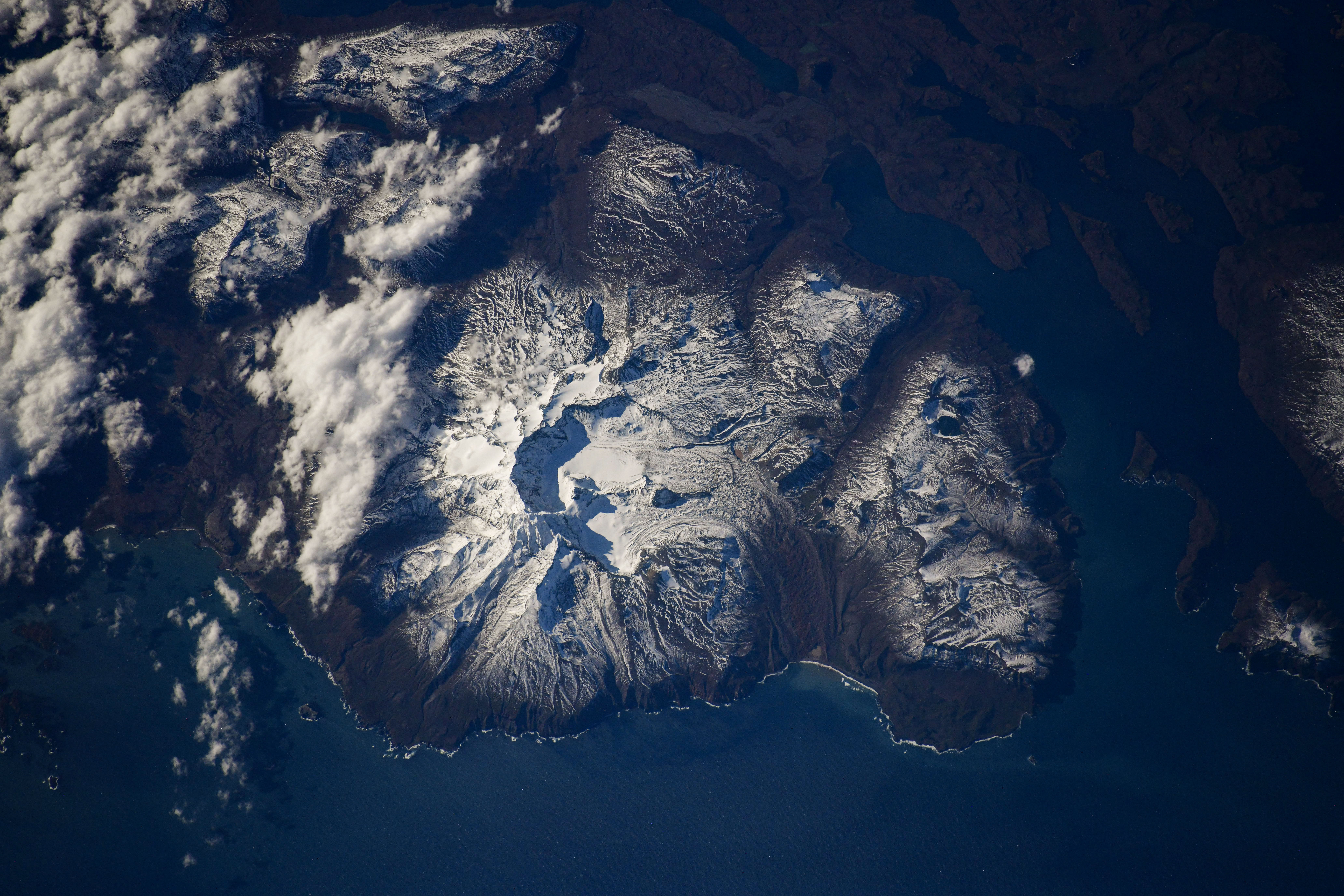
Cratère égueulé du mont Ross sur la péninsule Gallieni.

e) Un volcanisme strombolien fortement explosif s'est mis en place il y a 2 Ma (Pliocène). Il a construit le mont Ross au cratère égueulé vers l'est et est responsable d'un réseau de fracturations concentriques au centre éruptif. De nombreux petits cônes adventifs scoriacés (identiques à ceux observés aux Crozet) ont été actifs il y a environ 1 million d'années.
f) Le volcanisme actuel est localisé sur les marges des plutons syénitiques de Rallier-du-Baty, notamment au sud-ouest. Il provient de la réactivation du magma qui a émis à une époque très récente (entre 100 000 ans et nos jours) des coulées trachytiques (Aiguille Noire), cône strombolien (mont Erebus, pic Saint-Allouarn) et éruptions sous-glaciaires (lahars de la Grande Coulée et de la coulée de Vulcain). Des dépôts de sable à sanidine (cristaux provenant de cendres trachytiques) sont identifiables à l'est de l'archipel et proviennent d'une phase éruptive aérienne transportée par le vent. 
Plusieurs zones fumerolliennes actives ont été identifiées de part et d'autre du pic Saint-Allouarn, de telle sorte que cet appareil doit être considéré comme actuellement actif, et susceptible d'un réveil à tout moment.
g) Les lignites et niveaux fossilifères sont interstratifiés dans les coulées de basaltes ou surélevés à la faveur de mouvements tectoniques. Il s'agit de rameaux d'araucarias dans les tufs volcaniques des ravins de port-Jeanne-d'Arc et du Dôme Rouge, de troncs (jusqu'à 45 cm) lignifées (baie de l'Oiseau) ou silicifiés (baie Blanche) et de niveaux minces de lignites bitumineux (20 à 40 % en carbone fixe). Leur âge est estimé à 14 millions d'années soit le Miocène supérieur. Ces formations impliquent non seulement une importante rémission de l'activité effusive, mais également la présence d'un climat tempéré à chaud. 
Des conglomérats (Port-Jeanne-d'Arc, cap Milon, Port-Perrier) témoignent de périodes d'érosion active. Des dépôts de Lamellibranches (lumachelles) lités et exhaussés par une extrusion phonolitique au Miocène supérieur (Oreilles de Chat) attestent de l'environnement marin.

## Anomalie de la croûte terrestre
Sous l'île et son plateau, ainsi que sur la ride de Kerguelen-Gaussberg, le socle géologique présente des anomalies gravimétriques et du géoïde laissant penser que cette zone est isostatiquement compensée (relativement aux bassins océaniques périphériques). Une étude de réfraction sismique a montré que la croûte terrestre n'est épaisse que de 16 km environ sous l'archipel ce qui permet d'exclure une « compensation de type Airy » (car il faudrait pour cela que la croute soit épaisse de 23 km). Le plateau pourrait peut-être résulter d'une zone d'expansion liée à un « volcanisme anormal lié à un saut de dorsale sur de la lithosphère chaude ». Ceci implique que la compensation isostatique ne peut pas résulter de la « déflexion d'une plaque rigide ». Une hypothèse explicative pourrait être l'existence d'un manteau « léger » confirmé par une « faible vitesse des ondes Pn: 7,95 km s−1, sous Kerguelen. Le niveau de compensation est situé à 50 km de profondeur. L'extraction de basalte du manteau serait à l'origine à la fois de la faible densité du manteau ainsi appauvri et de la forte épaisseur de la couche 2 sous Kerguelen, 9,5 km au lieu de 2 km environ pour une croûte océanique “normale” ».

## Morpho-tectonique

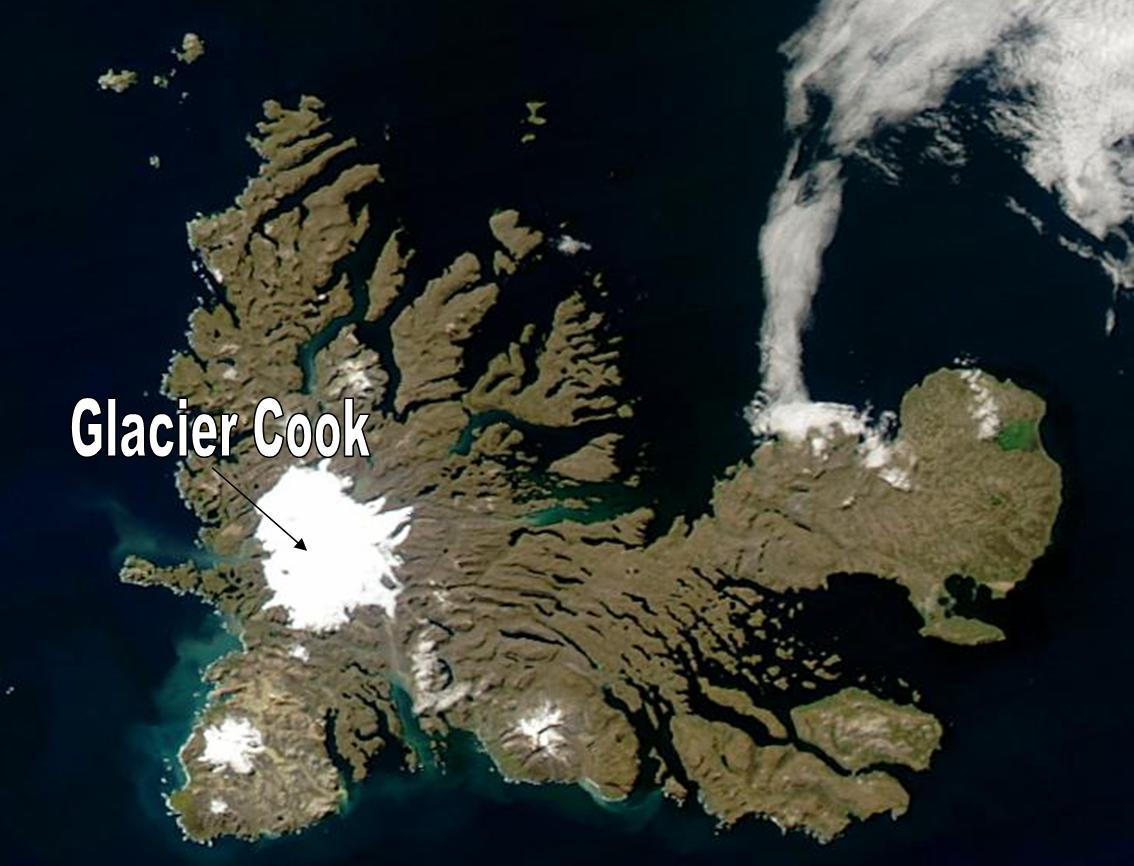
Image satellite des îles Kerguelen et du glacier Cook.

Au Quaternaire, l'archipel a subi, comme tous les volcans émergés de ces latitudes, une ou plusieurs glaciations avec des précipitations importantes qui ont conduit à l'accumulation d'une épaisse calotte glaciaire (inlandsis ou icefield). À cette époque, les îles Kerguelen devaient être plus étendues à l'ouest et au sud, ainsi qu'en attestent les hautes falaises et le pendange des coulées. Cette surcharge glaciaire a participé à l'enfoncement et à l'ennoyage au centre-nord (baie des Baleiniers) et à l'est (golfe du Morbihan). L'érosion glaciaire a abondamment profité des réseaux de fracturation qui morcellent les mesas, souvent sans rejet visible autrement que sur photographie aérienne. Il s'agit du réseau orthogonal NW-SE et NE-SW, ainsi que du réseau ayant pour épicentre le cratère du Ross et dont les effets se remarquent sur un rayon de 40 km.

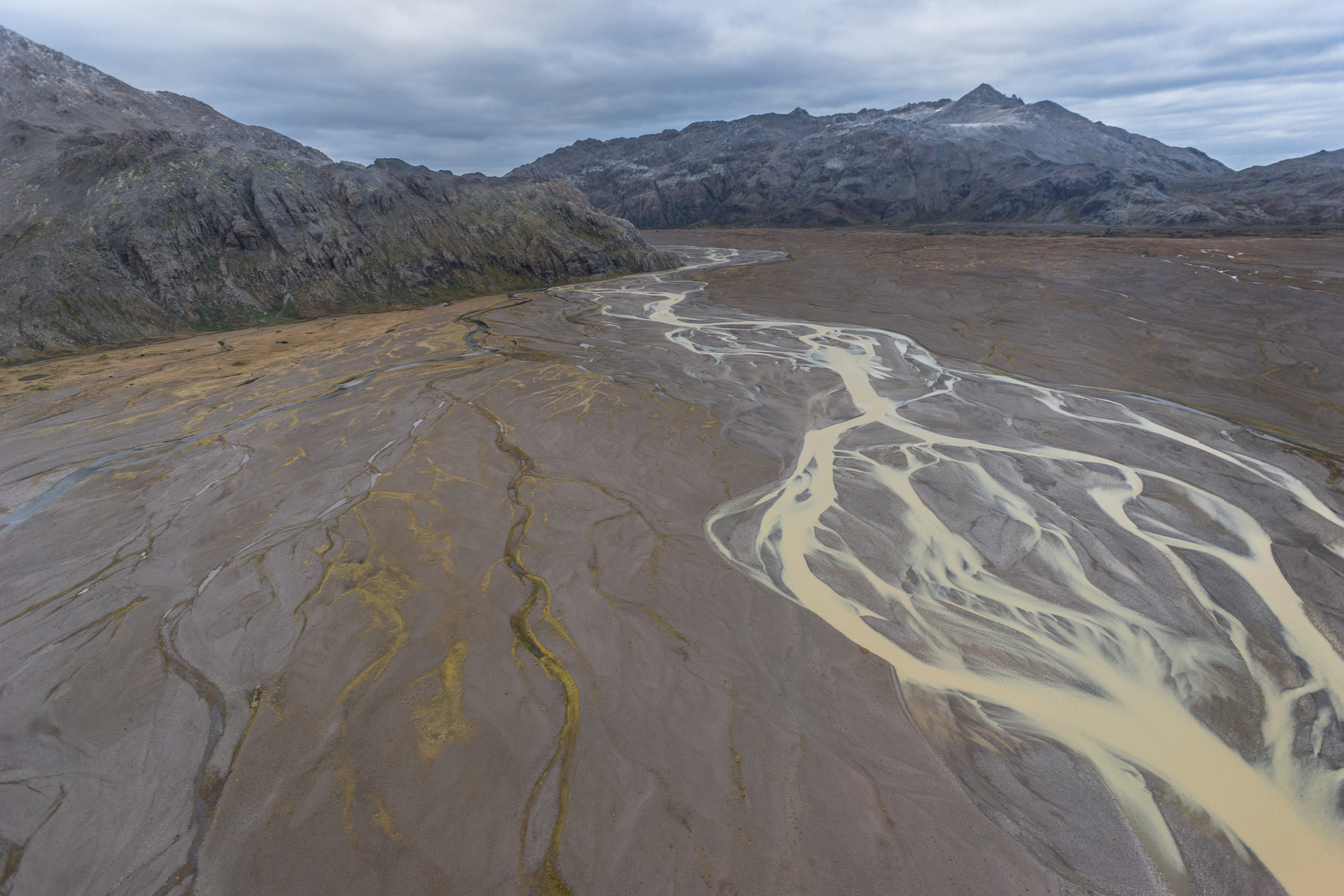
Dépôts fluvio-glaciaires dans la vallée de Larmor sur la péninsule Rallier du Baty.

C'est probablement à cette période – difficile à évaluer –, qu'eurent lieu les grandes failles nord-sud et est-ouest responsables des effondrements des côtes des péninsules Loranchet et Jeanne-d'Arc, ainsi que la Passe Royale. La morphologie en dents de scie des falaises occidentales de Loranchet est caractéristique. Dès lors, la glaciation d'inlandsis qui a entièrement recouvert l'archipel, se retire progressivement en abandonnant d'importants dépôts  morainiques (plaines basse de l'est de la péninsule Courbet) tandis qu'un volume important se retrouve en mer. La morpho-tectonique glaciaire se précise tandis que l'inlandsis fond progressivement pour constituer cinq ou six môles englacés dont le glacier Cook est l'icefield résiduel le plus important. Les observations faites depuis près de 80 ans montrent que celui-ci se rétracte rapidement par ses glaciers qui abandonnent leurs moraines dans des vallées de plus en plus libérées.